# Hadena echii
Hadena echii är en fjärilsart som beskrevs av Moritz Balthasar Borkhausen 1792. Hadena echii ingår i släktet Hadena och familjen nattflyn. Inga underarter finns listade i Catalogue of Life.